# خليل جناحي
خليل جناحي مواطن بحريني إماراتي ألقي القبض عليه واعتقل في السعودية في أبريل 2007. وفقا لعبد الله هاشم محامي حركة العدالة الوطنية في البحرين متحدثا في يوليو 2008 فإن جناحي احتجز خارج نطاق القضاء وأنه مع زميله البحريني الآخر عبد الرحيم المرباطي اعتقلا لفترة طويلة في السجن بدون محاكمة".
على الرغم من أنه لم توجه التهم ضد جناحي فقد ذكر أنه قد تم القبض عليه للاشتباه في وجود علاقة مع تنظيم القاعدة. قضى أول أربعة أشهر رهن الاعتقال التعسفي في `سجن الحائر دون الوصول إلى عائلته. في سبتمبر تم نقله من سجن الحائر إلى مرفق أكثر تساهلا.
في 27 نوفمبر 2008 ذكرت جريدة غلف ديلي نيوز أن جناحي نقل إلى سجن في دبي في 24 نوفمبر 2008. أطلق سراح جناحي في 11 يونيو 2009 دون أن يسمح له بمقابلة محاميه دون أي التهم ودون محاكمة سواء في السعودية أو دبي.
في 2 أغسطس 2010 أفادت صحيفة نيوز بليز عن انتشار شريط فيديو يظهر الشرطة البحرينية تضرب مواطن سعودي. تكهنت نيوز بليز أن المسؤولين السعوديين لم يشتكوا من الحادث لأن السعودية لم تكن ترغب في شرح احتجازها لجناحي وعبد الرحيم المرباطي وعبد الله النعيمي.